# Каслбар (станция)
Каслбар (ирл. Caisleán an Bharraigh, англ. Castlebar) — железнодорожная станция, открытая 17 декабря 1862 года и обеспечивающая транспортной связью одноимённый город в графстве Мейо, Республика Ирландия.
Линия, на которой расположена станция, неэлектрифицированна. Грузовое движение осуществляется на тепловозной тяге, пассажирские перевозки — дизель-поездами.
На станции две прямые боковые высокие пассажирские платформы, одна из которых действующая — с неё происходит посадка и высадка пассажиров. Другая платформа расположена вдоль разобранного в начале 1990-х годов второго пути. Несмотря на то, что платформа оказалась на удалении от железнодорожного полотна и не используется, она сохраняется в удовлетворительном состоянии.
Все проходящие через станцию пассажирские поезда курсируют по маршруту Дублин—Уэстпорт. По состоянию на март 2013 года на платформе ежедневно останавливаются четыре пары дизель-поездов; в будние дни назначается дополнительный поезд до Дублина. Среднее время в пути от (до) Дублина — 3 часа; от (до) станции Уэстпорт — 19 минут.
16 декабря 2012 года было торжественно отмечено 150-летие станции. Праздничные мероприятия включали официальную часть, экспозицию исторических фотографий и предметов, народные гуляния.

## Достопримечательности
8 апреля 2012 года на станционном здании была открыта мемориальная доска в память одиннадцати уроженцев деревни Лахардан, отправившихся в апреле 1912 года с этой станции в Ков (Квинтаун) для эмиграции в США и погибших впоследствии на «Титанике», и служившего на этом корабле жителя Каслбара Уильяма Люка Даффи (William Luke Duffy), погибшего вместе с ними. Текст доски выполнен на ирландском и английском языках.